# رابرت دوفور
رابرت دوفور (انگلیسی: Robert Dufour؛ 1902 – ۲۰ دسامبر ۱۹۳۳) بازیکن فوتبال اهل فرانسه بود.
از باشگاه‌هایی که در آن بازی کرده‌است می‌توان به باشگاه فوتبال سوشو اشاره کرد.
وی همچنین در تیم ملی فوتبال فرانسه بازی کرده‌است.